# L'enigma di Kaspar Hauser
L'enigma di Kaspar Hauser (Jeder für sich und Gott gegen alle, lett. Ogni uomo per sé e Dio contro tutti) è un film del 1974 scritto e diretto da Werner Herzog e interpretato da Bruno S., basato sulla storia vera di Kaspar Hauser, un uomo realmente vissuto nel XIX secolo.
Il film, girato a Dinkelsbühl, in Baviera, è stato presentato in concorso al Festival di Cannes 1975, ha vinto il Grand Prix Speciale della Giuria, il Premio FIPRESCI e il Premio della giuria ecumenica.

## Trama
Un giovane viene trovato nella piazza di Norimberga (citata nell'introduzione del film come N.) con una lettera in mano. Egli non sa parlare, se non ripetere un'unica frase che gli è stata insegnata a forza. L'unica cosa che è in grado di scrivere è la sua firma, Kaspar Hauser. Il giovane, essendo stato rinchiuso in una cella sin dalla nascita, non ha mai visto un essere umano in vita sua, cammina a stento e non è nemmeno in grado di stare seduto a tavola.
Tra chi lo reputa un impostore e chi, invece, l'accoglie e ospita nella propria casa senza remore, Kaspar impara lentamente a conoscere un mondo che gli è completamente nuovo. Dopo essere stato educato a spese della società e per un breve periodo esibito come fenomeno da baraccone nelle fiere, viene adottato da un insegnante, il prof. Daumer, presso il quale troverà stabile dimora fino ai suoi ultimi giorni.
Kaspar ha una ricca immaginazione artistica, ma è il solo a comprenderla: suona il piano seguendo una tecnica totalmente personale, inventa storie affermando di "conoscerne solo l'inizio". Educarlo è difficile: rifiuta l'esistenza di Dio e ha una concezione delle cose innocente e fanciullesca, credendo, per esempio, che la frutta sia dotata di personalità propria.
Passati cinque anni il giovane Kaspar, provato da svariati tentativi di educazione subiti, comprendenti anche un ingresso nell'alta società, dopo un'aggressione da parte di uno sconosciuto (probabilmente la stessa persona che lo aveva tenuto prigioniero per tutti quegli anni), viene ferito a morte da una coltellata al petto. Non si sa chi sia l'assassino, il quale però lascia un biglietto su Kaspar, che finisce nelle mani del professor Daumer. Kaspar muore tre giorni dopo. L'autopsia dimostrerà che Kaspar Hauser aveva realmente delle anomalie cerebrali, mettendo così a tacere i dubbi dei borghesi turbati dalla sua candida innocenza e trovando, in tal modo, una qualche spiegazione all'enigma.

## Distribuzione
In Italia è stato distribuito in DVD dalla Ripley's Home Video (con Il mondo contemplativo di Werner Herzog).

## Riconoscimenti
- Festival di Cannes 1975
  - Grand Prix Speciale della Giuria
  - Premio FIPRESCI
  - Premio della giuria ecumenica